# Вишнянський коледж Львівського національного аграрного університету
Вишнянський коледж Львівського національного аграрного університету — заснований на державній формі власності, є структурним підрозділом Львівського національного аграрного університету і підпорядкований Міністерству аграрної політики України. Коледж є закладом вищої освіти I рівня акредитації, має право надавати освітні послуги, пов'язані з одержанням вищої освіти на рівні кваліфікаційних вимог до молодшого спеціаліста.
Вишнянський коледж Львівського НАУ входить у 20-ку найкращих ЗВО І-ІІ рівнів акредитації Мінагрополітики.
В комплекс коледжу входить два навчальних корпуси загальною площею понад 9000 метрів квадратних на 960 навчальних місць, клубний корпус площею 2034 м² з актовим залом на 450 місць. До послуг студентів і викладачів читальний зал на 100 місць, бібліотека, три п'ятиповерхові гуртожитки.
В головному навчальному корпусі розташовані 38 кабінетів і лабораторій, 14 препараторських, 26 службово-допоміжних приміщень, 5 комп'ютерних лабораторій, видавничий центр.
Комплекс навчального корпусу і гуртожитків доповнюють багатоповерхові житлові будинки для викладачів і працівників коледжу, спортивні майданчики, стадіон, теплиця, трактородром інші споруди.
Вишнянський коледж Львівського НАУ щороку готує 250 молодших спеціалістів денної форми навчання, а також 125 спеціалістів без відриву від виробництва за спеціальностями: правознавство; бухгалтерський облік.
Виробнича база коледжу складає: 360 га сільськогосподарських угідь, з них 300 га — ріллі, 54 голів ВРХ, з них 10 голів корів; і спеціалізується на вирощуванні зернових культур, овочів, саджанців плодових дерев.
За роки існування коледж підготував понад 12000 фахівців для народного господарства країни.

## Розташування
Коледж розташований в Самбірському районі Львівської області.

## Історична довідка
Навчальний заклад розпочав свою діяльність в жовтні 1939 року, як сільськогосподарський технікум плодоовочівництва на базі приміщень, що належали сім'ї польського письменника Александра Фредро. До 30 березня 1998 року технікум мав назву Вишнянського радгоспу-технікуму.
В березні 1998 року перейменований у Вишнянський державний аграрний технікум. У вересні 2005 року технікум реорганізований у відокремлений структурний підрозділ Львівського національного аграрного університету. В червні 2007 року технікум одержав статус коледжу — Вишнянський коледж Львівського національного аграрного університету.

### Історичні віхи становлення коледжу
- 1922 — рільнича школа;
- 1939 — Вишнянський сільськогосподарський технікум плодоовочівництва;
- 1972 — Вишнянський радгосп-технікум;
- 1998 — Вишнянський державний аграрний технікум;
- 2005 — Вишнянський аграрний технікум Львівського державного аграрного університету;
- 2007 — Вишнянський коледж Львівського державного аграрного університету;
- 2008 — Вишнянський коледж Львівського національного аграрного університету.

## Спеціальності
- виробництво і переробка продукції рослинництва;
- бухгалтерський облік;
- ветеринарна медицина;
- організація виробництва;
- правознавство.